# Тихонов, Василий Иванович (1910—1943)
Васи́лий Ива́нович Ти́хонов (1910—1943) — красноармеец Рабоче-крестьянской Красной Армии, участник Великой Отечественной войны, Герой Советского Союза (1944).

## Биография
Василий Тихонов родился в 1910 году в селе Новенькое (ныне — Ивнянский район Белгородской области). После окончания сельской школы работал в колхозе. В 1931—1934 годах проходил службу в Рабоче-крестьянской Красной Армии. В 1939 году Тихонов повторно был призван в армию. Участвовал в боях советско-финской войны.
Участник боёв с японскими милитаристами на реке Халхин-Гол(Монголия) с 11 мая 1939 года.
С июля 1941 года — на фронтах Великой Отечественной войны. В боях был ранен.
К декабрю 1943 года красноармеец Василий Тихонов командовал пулемётным расчётом 472-го стрелкового полка 100-й стрелковой дивизии 38-й армии 1-го Украинского фронта. Отличился во время Житомирско-Бердичевской операции. 24 декабря 1943 года расчёт Тихонова держал оборону на безымянной высоте, отражая немецкие контратаки. В критический момент боя Тихонов со связкой гранат бросился к немецкому танку и подорвал его, при этом погибнув сам. Похоронен в селе Хомутец Брусиловского района Житомирской области Украины.
Указом Президиума Верховного Совета СССР от 25 августа 1944 года за «образцовое выполнение боевых заданий командования на фронте борьбы с немецкими захватчиками и проявленные при этом мужество и героизм» красноармеец Василий Тихонов посмертно был удостоен высокого звания Героя Советского Союза. Также посмертно был награждён орденом Ленина.
Имя Героя Советского Союза В.И. Тихонова высечено на памятнике, изготовленном из снарядных гильз, установленном в клубе камвольной фабрики столицы Монгольской Народной Республики города Улан-Батора. Жизни и подвигу Героя, посвящены материалы школьного музея в деревне Асники Кораблинского района Рязанской области.